# Ахшнисвелеби
Ахшнисвелеби (груз. ახშნისველები) — село в Грузии. Находится в Ахметском муниципалитете края Кахетия. Расположено в 8 км к юго-востоку от города Ахмета и в 15 км к западу от Телави.
Высота над уровнем моря составляет 580 метров. Население — 227 человек (2014).
В советское время село Ахшнисвелеби входило в Кистаурский сельсовет сельсовет Ахметского района.